# Nadine Vogel
Pour les articles homonymes, voir Nadine et Vogel.
Nadine Vogel, de son nom complet Nadine Elvire Vogel, est une actrice française, née le 24 janvier 1917 à Paris où elle est morte le 3 septembre 1993.

## Biographie
Nadine Vogel est la fille de l'éditeur et homme de presse Lucien Vogel et de la journaliste Yvonne (dite Cosette) de Brunhoff, fille de Maurice de Brunhoff et sœur de Jean de Brunhoff. Elle est la sœur cadette de la résistante et députée communiste Marie-Claude Vaillant-Couturier.
En 1938, elle épouse le réalisateur Marc Allégret qui ne lui donne aucun rôle dans ses films. Elle divorce en 1957 et se remarie avec André Bernheim.

## Filmographie
- 1936 : Un grand amour de Beethoven d'Abel Gance
- 1937 : Drôle de drame de Marcel Carné : Eva
- 1938 : Alerte en Méditerranée de Léo Joannon : Claire Lestailleur
- 1938 : Vidocq de Jacques Daroy : Annette
- 1959 : Les Liaisons dangereuses 1960 de Roger Vadim